# Liste von Persönlichkeiten der Stadt Landsberg am Lech
Die folgenden namhaften Personen wurden in Landsberg am Lech geboren oder hatten in der Stadt den Mittelpunkt ihres Lebens und Schaffens. Die Liste erhebt keinen Anspruch auf Vollständigkeit.

## Söhne und Töchter der Stadt

### 15. Jahrhundert
- Hans Kistler (* ≈1400 in Landsberg am Lech; † unbekannt), bekannter Goldschmied seiner Zeit. Sein berühmtestes Werk ist die aus dem Jahr 1448 stammende Monstranz des Klosters Tegernsee (Landkreis Miesbach) als dessen einziger erhaltener Kirchenschatz. In der Landsberger Bayervorstadt trägt eine Straße den Namen Hans Kistlers.
- Hans Schnatterpeck (≈1450–≈1510), Maler und Werkstätteninhaber in Meran
- Johannes Justus von Landsberg (≈1490–1539), Kartäusermönch

### 16. Jahrhundert
- Johannes Werlin OSB (1588–1666), bayerischer Benediktinerpater, Komponist und Liedsammler

### 17. Jahrhundert
- Adalbert Guggomos (1641–1694), Benediktiner und Abt der Abtei Niederaltaich
- Ulrich Staudigl (1644–1720), Arzt, Prior des Klosters Andechs und Mitglied der Gelehrtenakademie „Leopoldina“
- Melchior Friderich (1654–1709), Jesuit, Kirchenrechtler und Hochschullehrer
- Ferdinand Luidl (1670–1736), Bildhauer
- Ignaz Kögler (1680–1746), Jesuit und Mathematiker; nach ihm wurde das Ignaz-Kögler-Gymnasium benannt
- Stephan Luidl (* 1684 in Landsberg am Lech; † 1736 in Dillingen an der Donau), bekannter Bildhauer, Sohn von Lorenz Luidl, Werke u. a. in der St. Wolfgang-Kapelle in Dillingen an der Donau
- Johann Luidl (1686–1765), als Sohn von Lorenz Luidl übernahm er dessen Werkstatt und wurde ein ebenso angesehener, bayernweit tätiger Bildhauer

### 18. Jahrhundert
- Johann Anton Kobrich (1714–1791), Organist und Komponist
- Johann Joseph Prugger (1717–1788), Rechtswissenschaftler und Hochschullehrer
- Johann Evangelist Helfenzrieder SJ (1724–1803), Jesuit, Mathematiker und Astronom
- Johann Baptist Anwander  (≈1750–≈1800), Künstler und Rokokomaler (u. a. Deckenfresko Klosterkirche Obermedlingen und Gemälde „Der liebeskranke Antiochus“)
- Friedrich Anton Anwander, Rokokokünstler, zum Beispiel Kanzel der Wallfahrtskirche Maria Brünnlein in Wemding
- Ignaz Albert von Riegg (1767–1836), von 1824 bis 1836 Bischof von Augsburg

### 19. Jahrhundert
- Carl von Prantl (1820–1888), Philosoph
- Franz Xaver von Wegele (1823–1897), Historiker
- Alois Süßmayr (1825–1885), Maler im Kunststil der Nazarener sowie Zeichner und Zeichenlehrer
- Emil von Schelhorn (1828–1908), bayerischer Offizier
- Franz Xaver Schmidt (1828–1914), Jurist und Mitglied des Deutschen Reichstags
- Otto von Kühlmann (1834–1915), Jurist, Politiker und Generaldirektor der Anatolischen Eisenbahn
- Johann Baptist Weißbrod (1834–1912), Historien- und Genremaler
- Franz Weber (1835–1904), Reichstags- und Landtagsabgeordneter (Zentrum)
- Odilo Rottmanner OSB (1841–1907), Benediktiner, Bibliothekar, Theologe und Stiftsprediger
- Karl von Perfall (1851–1924), Journalist, Kunstkritiker und Schriftsteller
- Max Mayr (1853–1916), Wasserbauingenieur
- Anton von Perfall (1853–1912), Jagdschriftsteller
- Heinrich Mayr (1854–1911), Forstwissenschaftler und Botaniker
- Ferdinand Feldigl (1861–1928), Schriftsteller und Musiker, der sich insbesondere mit der Geschichte der Oberammergauer Passionsspiele befasste
- Alois Wolfmüller (1864–1948), Erfinder und Flugtechniker; nach ihm ist der Wolfmüllerweg in Landsberg benannt, der von der Neuen Bergstraße zum Krachenberg führt
- Wilhelm Ritter von Leeb (1876–1956), Generalfeldmarschall im Zweiten Weltkrieg; in Landsberg war nach ihm die mittlerweile geschlossene Ritter-von-Leeb-Kaserne benannt
- Philipp von Lützelburg (1880–1948), Botaniker und Forschungsreisender
- Hanns Dahn (1888–1969), Rechtsanwalt und Verbandsfunktionär
- Sigmund von Weech (1888–1982), Grafiker, Textilkünstler und -unternehmer
- Fritz Beck (1889–1934), politischer Aktivist und einer der Getöteten des sogenannten Röhm-Putsches
- Hans Burkhardt (1891–1948), Politiker (NSDAP) und Tierarzt
- Ludwig Gebhard (1891–1956), Verwaltungsjurist
- Ludwig Aßner (1893–1940), Politiker (Völkischer Block) und Abgeordneter des Bayerischen Landtages

### 20. Jahrhundert

#### 1901 bis 1950
- Gitta von Cetto (1908–2010), Schriftstellerin und Journalistin
- Franz Michel (1908–1989), Politiker, Mitglied des Bayerischen Landtags
- Gerd Wunder (1908–1988), Bibliothekar und Landeshistoriker
- Luise Rinser (1911–2002), Schriftstellerin und Pädagogin, 1984 Kandidatin der Grünen für die Wahl des Bundespräsidenten
- Bernhard Müller-Hahl (1918–1985), Politiker (CSU)
- Fritz Paulus (1918–1982), Maler
- Friedrich Dörr (1921–2018), Physikochemiker
- Siegfried Gropper (1921–1997), Jurist und Bankmanager
- Gabriel Ott (1927–2014), Politikwissenschaftler
- Walter Weiss (1927–2004), österreichischer Germanist und Hochschullehrer
- Siegfried Rauch (1932–2018), Schauspieler, u. a. Das Traumschiff
- Hans Kössel (1934–1995), Molekularbiologe und Hochschullehrer
- Hubert Schmidbaur (* 1934), Chemiker
- Bernhard Greiner (* 1943), Germanist
- Ingrid Raddatz (* 1943), Politikerin (FDP)
- Vera Röhm (* 1943), Bildhauerin, Bühnenbildnerin, Fotografin und Grafikerin
- Erwin Neher (* 1944), Biophysiker und Träger des Nobelpreis für Physiologie oder Medizin
- Jörg Bergmann (* 1946), Soziologe
- Franz Josef Rammig (* 1947), Informatiker
- Renate Harant (* 1948), Politikerin (SPD)
- Manfred Broy (* 1949), Informatiker
- Bernd Martin (* 1949), Wirtschaftspädagoge
- Ingo Lehmann (* 1950), Kommunalpolitiker (SPD), Oberbürgermeister von Landsberg

#### 1951 bis 1980
- Heinz Hoenig (* 1951), Schauspieler
- Manfred Deiler (* 8. Oktober 1952 in Landsberg am Lech; † 12. November 2023 ebenda), Präsident der „Europäische Holocaustgedenkstätte Stiftung e. V.“
- Peter Fabers (1954–2025), Schauspieler
- Jürgen Pohl (1954–2014), Geograph und Hochschullehrer
- Petra Stein (* 1964), Sozialwissenschaftlerin
- Christoph Hartmann (* 1965), Oboist, Mitglied der Berliner Philharmoniker
- Petra Pinzler (* 1965), Journalistin und Autorin
- Markus Brutscher (* 1966), Opernsänger (Tenor)
- Mathias Neuner (* 1966), Wirtschaftsingenieur, Politiker und Oberbürgermeister von Landsberg am Lech
- Christian Gerum (* 1967), Eishockeyspieler
- Chris Hilton (* 1967), Pornodarsteller und Pornofilmproduzent
- Robert Lohr (* 1967), Schauspieler
- Anja Jetschke (* 1969), Politikwissenschaftlerin
- Mike Marzuk (* 1969), Filmregisseur, Drehbuchautor, Musiker und Filmeditor
- Antje Pieper (* 1969), Fernsehmoderatorin
- Christoph Knauer (* 1971), Rechtsanwalt und Honorarprofessor für Wirtschaftsstrafrecht
- Thomas Christ (* 1974), Musicaldarsteller und Stimmtrainer
- Norbert Kössinger (* 1975), Germanist und Mediävist
- Katharina Thoma (* 1975), Opernregisseurin
- Steffen Weinert (* 1975), Filmregisseur, u. a. Der Aufreißer
- Ludwig Hartmann (* 1978), seit 2008 Mitglied des Bayerischen Landtages und Oppositionsführer
- Auguste M. P. von Bayern (* 1979), Ornithologin
- Lukas Behnken (* 1979), US-amerikanischer Schauspieler, Synchronsprecher, Filmproduzent und Filmschaffender
- Christian Krieglmeier (* 1979), Fußballtorhüter und -trainer
- Andreas Fleischmann (* 1980), Botaniker
- Korbinian Hamberger (* 1980), Drehbuchautor

#### 1981 bis 2000
- Ingo Feistle (* 1981), Fußballspieler
- Susanne Drexl (* 1982), Opern- und Konzertsängerin
- Denise Treffler (* 1982), Stuntwoman und Schauspielerin
- Wolfgang Nägele (* 1983), Opern- und Theaterregisseur
- Julian Nagelsmann (* 1987), Fußballbundestrainer
- Caroline Erikson (* 1988), Schauspielerin
- Matthias Gerlich (* 1988), Handballspieler
- Sebastian Griesbeck (* 1990), Fußballspieler
- Christian Köllner (* 1990), Eishockey- und Inlinehockeyspieler
- Michael Gerlich (* 1991), Handballspieler
- Emanuel Taffertshofer (* 1995), Fußballspieler
- Steffen Eder (* 1997), Fußballspieler
- Vanessa Haim (* 1997), Fußballspielerin
- Malik Harris (* 1997), deutsch-amerikanischer Popsänger, Rapper, Multiinstrumentalist und Songwriter
- Florian Neuhaus (* 1997), Fußballspieler
- Carina Strobel (* 1997), Eishockeyspielerin
- Tim Wohlgemuth (* 1999), Eishockeyspieler
- Leonie Fiebich (* 2000), Basketballspielerin

## Weitere Persönlichkeiten mit Bezug zur Stadt
- Ludwig Prinz von Bayern (* 1982), deutscher IT-Unternehmer und Entwicklungshelfer
- Ludwig Gebhard (1933–2007), Graphiker und Plastiker; lebte und arbeitete vor allem in München und in Landsberg am Lech
- Rudolf Gilk, BR-Reporter, Filmemacher und Kinobetreiber
- Hanns Hamberger (1923–2013), Kommunalpolitiker (CSU); von 1970 bis 1988 Oberbürgermeister der Stadt
- Sir Hubert von Herkomer (1849–1914), englischer Maler, Bildhauer, Musiker und Schriftsteller; außerdem gilt er als der Wegbereiter des Automobilsports in Deutschland. In Landsberg ließ er den Mutterturm erbauen.
- Wolfgang Hauck (* 1964), Multimediakünstler, Theaterleiter Die Stelzer, Gründer des Vereins dieKunstBauStelle e. V., Produzent; lebt und arbeitet seit 1991 in Landsberg am Lech
- Lubo Kristek (* 1943), zeitgenössischer Maler und Bildhauer des Spätsurrealismus; 1968–1990 lebte und arbeitete er in Landsberg am Lech und Kleinkitzighofen bei Landsberg
- Lorenz Luidl (1645–1719), Bildhauer und Holzschnitzer u. a. der berühmten barocken, 200 Figuren umfassenden und heute noch existierenden Luidl-Krippe in der Pfarrkirche Maria Himmelfahrt und der Apostelfiguren in der Wallfahrtskirche Maria Birnbaum bei Aichach
- Nikolaus Mangold, Landsberger Goldschmied im 15. Jahrhundert. In der Katharinenvorstadt trägt die Nikolaus-Mangold-Straße seinen Namen.
- Gerhard Marquard (* 1963), Maler; lebt heute in München und Landsberg
- Johann Mutter (1902–1974), Maler und Fotograf; fotografierte heimlich von seinem Atelier aus u. a. den Leidenszug der KZ-Häftlinge über Landsberg am Lech ins KZ Dachau
- Edith Raim (1965–2025), Historikerin, Veröffentlichungen zu Konzentrationslager, NS-Judenverfolgung und Strafverfolgung von NS-Verbrechen
- Placidus Seitz (1672–1736), ab 1709 Abt des Klosters Ettal
- Adam Vogt (* um 1570 in Stoffen bei Landsberg am Lech; † unbekannt), Kunsttöpfer und Hafner, schuf im 17. Jahrhundert die berühmten beiden Prunköfen in den östlichen Fürstenzimmern des Rathauses von Augsburg
- Dominikus Zimmermann (1685–1766), bayerischer Baumeister des Rokoko und von 1748 bis 1753 Bürgermeister der Stadt; nach ihm wurde das Dominikus-Zimmermann-Gymnasium benannt